# Жан-Батіст де Ла Кюрн де Сент-Пале
Жан-Баті́ст де Ла Кюрн де Сент-Пале́ (фр. Jean-Baptiste de La Curne de Sainte-Palaye, 6 червня 1697 — 1 березня 1781) — французький історик, філолог, лексикограф. За легендою, він був настільки прив'язаний до свого брата-близнюка, що відмовився одружуватися, щоб не розлучатися з ним.
Збирач поезії трубадурів, автор «Мемуарів про давнє лицарство» (Mémoires sur l'ancienne chevalerie, 1753). Це була дуже цікава і змістовна книга, яка свідчить про ерудованість автора. Жан-Батіст де Ла Кюрн де Сент-Пале розглядав лицарство очима дворянина епохи рококо, пристрасно і радісно славив його інститути, чесноти, діяння і на закінчення жалкував про те, що старі лицарі в невігластві і варварстві тих часів не могли володіти «культурою духу і розуму», завдяки якій вони могли б стати ідеальними людьми, переважали  платонівських. «Вони любили славу, але не відали справжньої слави». Книга була перевидана в 1826 році з передмовою Шарля Нодьє.
Підготовлений його історичний словник французькою мовою (Dictionnaire historique de l'ancien langage françoise, ou glossaire de la langue françoise depuis son origine jusqu'au sieclé de Louis XIV) був опублікований в декількох томах у 1875—1882 роках.